# Rugapedia
Rugapedia is een geslacht van weekdieren uit de klasse van de Gastropoda (slakken).

## Soort
- Rugapedia androgyna Fukuda & Ponder, 2004